# Сапёрная танкетка СТ-27
СТ-27 — советский опытный мостоукладчик на шасси танкетки Т-27.

## История
К созданию сапёрных танков приступили после того, как запустили в производство танки Т-26, БТ-2, Т-27.

## Конструкция

### Шасси
Танк использовал шасси танкетки Т-27.

### Экипаж
В машине были два человека — механик-водитель и командир. При укладке моста они не выходили из машины.

### Мост
Мост был длиной 2,2 метра. Мог выдержать проход танкетки.

## Испытания
При испытаниях она показала хорошие результаты. Хоть они и выдерживали только одну танкетку но они создавались для использования в танкетных батальонах.

## Выпуск
Было выпущено 4 танкетки, но из-за того что танкетные батальоны решили не формировать, их производство закрыли.

## Боевое применение
Все танкетки поступили на вооружение 2-й мехбригады. Но об использовании в бою известно только об одной танкетке. Вот рассказ командира этой танкетки об одном из боёв на озере Хасан: 
«Мы с Черниковым сидели в танкетке в окопе. Тут атаковала японская артиллерия. Наши резко атаковали, наш командир нам дал приказ выехать к маленькой речке и разложить мост для прохода танкеток. Мы тут же выполнили приказ. К концу дня наши войска продвинулись на 950 метров».
Одновременно, в книге «Ополчение на защите Москвы» (издательство «Московский рабочий», 1978, стр. 158) со ссылкой на документ АМО СССР ф.378 оп.11015 д.7 л.21, 67, 125, 167, 260—261, 270, утверждается, что на 31.08.1941 в составе 6 Московской стрелковой дивизии народного ополчения имелись СТ-27 в количестве 20 штук.